# Johann Horvath (Politiker)
Johann Horvath (* 24. November 1900 in Mannersdorf am Leithagebirge; † 15. September 1983 in Wien) war ein österreichischer, landwirtschaftlicher Aufseher und Politiker. Er war von 1934 bis 1938 Abgeordneter zum Burgenländischen Landtag.

## Leben
Johann Horvath wurde als Sohn des Fabrikarbeiters Johann Horvath aus Mannersdorf geboren. Er besuchte die Volksschule in Mannersdorf und besuchte in der Folge landwirtschaftliche Fachkurse. Er war Fabriksarbeiter, landwirtschaftlicher Schaffer und später Wirtschafter, wobei er ab 1919 im Burgenland arbeitete. Zuletzt war Horvath als landwirtschaftlicher Aufseher in Neudorf bei Parndorf in der Graf Harrach’schen Gutsverwaltung tätig.
Horvath war verheiratet.

## Politik
Horvath war von 1935 bis 1937 Mitglied der Burgenländischen Verwaltungskommission/Arbeiterkammer und vertrat den Stand „Land- und Forstwirtschaft“ zwischen dem 11. November 1934 und dem 12. März 1938 im Burgenländischen Landtag.